# Pontianak (thần thoại)
Pontianak (tiếng Hà Lan-Indonesia: boentianak, tiếng Jawi: ڤونتيانق)) là hồn ma giống ma cà rồng trong văn hoá Malaysia và Indonesia. Pontianak còn được gọi là matianak hoặc kuntilanak hoặc gọi ngắn gọn là kunti. Pontianak được cho là linh hồn của những người phụ nữ đã chết khi đang mang thai, và từ pontianak có liên quan chặt chẽ với thành ngữ Malay perempuan mati beranak, nghĩa là sản phụ chết khi đang mang thai. Thành phố Pontianak ở Indonesia được đặt tên theo sinh vật này, vốn được coi là đã ám ảnh sultan đầu tiên từng định cư ở đó.

## Mô tả
Pontianak thường được mô tả như những người phụ nữ xinh đẹp mặc đồ trắng có nước da tái nhợt. Loại ma này thường quyến rũ đàn ông rồi giết chết họ bằng móng vuốt sắc để ăn nội tạng.

## Trong văn hóa đại chúng
- Phim ảnh Indonesia (xem thêm id:Kategori:Film kuntilanak)
  - Kuntilanak (1962) starring Ateng
  - Kuntilanak (1974)
  - Lawang Sewu (2007)
  - Terowongan Casablanca (Kuntilanak Merah) (2007)
  - Sarang Kuntilanak (2008)
  - Kuntilanak (2006), Kuntilanak 2 (2007), Kuntilanak 3 (2008)
  - Kuntilanak Kamar Mayat (2009)
  - Kuntilanak Beranak (2009)
  - Paku Kuntilanak (2009)
  - Santet Kuntilanak (2012)
  - Kuntilanak (2018)
  - DreadOut (2019)
  - Kuntilanak 2 (2019)
  - DreadOut (2014)
- Phim Malaysia
  - Anak Pontianak (1958)
  - Pontianak Gua Musang (1964)
  - Pontianak Kembali (1963)
  - Pontianak Harum Sundal Malam (2004)
  - Pontianak Harum Sundal Malam 2 (2005)
  - Pontianak Menjerit (2005)
  - Tolong Awek Aku Pontianak (2011)
  - Pontianak Vs Orang Minyak (2012)
  - Paku Pontianak (2013)
  - The House of Aunts (2011) của đạo diễn Zen Cho[2]